# Liparetrus merus
Liparetrus merus är en skalbaggsart som beskrevs av Britton 1980. Liparetrus merus ingår i släktet Liparetrus och familjen Melolonthidae. Inga underarter finns listade i Catalogue of Life.